# Abdulaziz al-Mandeel
Abdulaziz al-Mandeel (né le 22 mai 1989) est un athlète koweïtien, spécialiste du 110 m haies.

## Carrière
Il a participé aux Championnats du monde jeunesse de Marrakech en 2005.
Son meilleur temps est de 13 s 49, réalisé à Marrakech le 14 septembre 2014. Il remporte la médaille d'argent lors des Championnats d'Asie de 2013 à Pune.
Le 18 avril 2017, il porte son record national à 13 s 39, à Koweït, temps qualificatif pour les Championnats du monde.
Le 3 février 2018, à Téhéran, al-Mandeel remporte son troisième titre continental en salle consécutif, en 7 s 71.

## Palmarès
| Date | Compétition                     | Lieu         | Résultat | Épreuve     | Temps   |
| ---- | ------------------------------- | ------------ | -------- | ----------- | ------- |
| 2011 | Jeux panarabes                  | Doha         | 3e       | 110 m haies | 13 s 78 |
| 2012 | Championnats d'Asie en salle    | Hangzhou     | 2e       | 60 m haies  | 7 s 82  |
| 2013 | Championnats d'Asie             | Pune         | 2e       | 110 m haies | 13 s 78 |
| 2013 | Championnats panarabes          | Doha         | 2e       | 110 m haies | 13 s 72 |
| 2013 | Jeux de la solidarité islamique | Palembang    | 1er      | 110 m haies | 13 s 89 |
| 2014 | Championnats d'Asie en salle    | Hangzhou     | 1er      | 60 m haies  | 7 s 80  |
| 2015 | Championnats panarabes          | Madinat 'Isa | 1er      | 110 m haies | 13 s 35 |
| 2015 | Championnats panarabes          | Madinat 'Isa | 1er      | 4 x 100 m   | 39 s 75 |
| 2015 | Championnats d'Asie             | Wuhan        | 2e       | 110 m haies | 13 s 67 |
| 2016 | Championnats d'Asie en salle    | Doha         | 1er      | 60 m haies  | 7 s 60  |
| 2017 | Championnats d'Asie             | Bhubaneswar  | 1er      | 110 m haies | 13 s 50 |
| 2018 | Championnats d'Asie en salle    | Téhéran      | 1er      | 60 m haies  | 7 s 71  |

## Records
| Épreuve     | Performance  | Lieu      | Date            |
| ----------- | ------------ | --------- | --------------- |
| 60 m haies  | 7 s 60 (NR)  | Doha      | 21 février 2016 |
| 110 m haies | 13 s 39 (NR) | Al-Kuwait | 18 avril 2017   |